# Вулиця Плющева
Вулиця Плющева (у деяких джерелах — Плющова) — вулиця у Шевченківському районі міста Львів, місцевість Замарстинів. Пролягає від вулиці Шполянської углиб забудови, завершується глухим кутом.

## Історія та забудова
Вулиця виникла у складі села Замарстинів на початку XX століття, була частиною вулиці Ламаної. У 1934 році отримала назву Блющова, у роки нацистської окупації, з 1943 року по липень 1944 року — Ефойґассе. За радянських часів, у 1946 році назву вулиці уточнили у сучасному варіант — Плющева.
Забудована одноповерховими садибами, у тому числі і віллами першої половини XX століття.